# Димитър Бакалов (свещеник)
Димитър Стефанов Бакалов е български духовник, свещеник в село Батенберг (днес Благоево), Разградско.

## Биография
Димитър Бакалов е роден в село Иванча. Женен е и има три деца. Взема участие в Балканската (1912 – 1913), Междусъюзническата (1913) и Първата световна война (1915 – 1918), за което е награден с три войнишки кръста „За храброст“. Достига до чин ефрейтор. През 1920 г. става свещеник в родното си село, но до края на живота си е свещеник в село Батенберг (днес Благоево), Разградско.
На 27 юни 1942 г. е обнародвана министерска заповед № 2191 за преименуване на село Бараклар в с. Ефрейтор Бакалово в негова чест. След Деветосептемврийския преврат е арестуван и осъден на 15 години строг тъмничен затвор, но умира на 29 декември 1944 г. от изтезания по време на процеса, като малко преди да умре е помилван. Село Ефрейтор Бакалово остава именувано на него.